# Titanoeca
Titanoeca este un gen de păianjeni din familia Titanoecidae.

## Specii[1]
- Titanoeca altaica
- Titanoeca americana
- Titanoeca asimilis
- Titanoeca brunnea
- Titanoeca caucasica
- Titanoeca decorata
- Titanoeca eca
- Titanoeca flavicoma
- Titanoeca guayaquilensis
- Titanoeca gyirongensis
- Titanoeca hispanica
- Titanoeca incerta
- Titanoeca lehtineni
- Titanoeca lianyuanensis
- Titanoeca liaoningensis
- Titanoeca mae
- Titanoeca minuta
- Titanoeca monticola
- Titanoeca nigrella
- Titanoeca nivalis
- Titanoeca palpator
- Titanoeca praefica
- Titanoeca psammophila
- Titanoeca quadriguttata
- Titanoeca schineri
- Titanoeca transbaicalica
- Titanoeca tristis
- Titanoeca turkmenia
- Titanoeca ukrainica
- Titanoeca veteranica
- Titanoeca zyuzini